# Krăstevitj
Krăstevitj (bulgariska: Кръстевич) är ett distrikt i Bulgarien.   Det ligger i kommunen Obsjtina Chisarja och regionen Plovdiv, i den centrala delen av landet, 90 km öster om huvudstaden Sofia.